# WCHL 1923–24

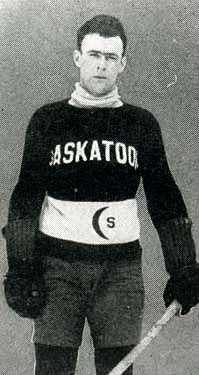
Saskatoon Crescents högerforward Bill Cook vann poängligan med sina 40 poäng.

WCHL 1923–24 var den tredje säsongen av den kanadensiska professionella ishockeyligan Western Canada Hockey League. Edmonton Eskimos, Calgary Tigers, Regina Capitals och Saskatoon Crescents spelade 30 matcher var under grundserien. WCHL:s grundserie säsongen 1923–24 inbegrep även matcher mot de tre lagen från PCHA; Victoria Cougars, Vancouver Maroons och Seattle Metropolitans.
Calgary Tigers vann grundserien säsongen 1923–24 med 37 inspelade poäng på 30 matcher. I ligaslutspelet möttes Calgary Tigers och andraplacerade Regina Capitals för att göra upp om WCHL:s mästerskapstitel. Tigers besegrade Capitals i dubbelmötet med den sammanlagda målskillnaden 4-2. Calgary Tigers besegrade därefter Vancouver Maroons från PCHA med 2-1 i matcher och avancerade till Stanley Cup-final. I Stanley Cup-finalen stötte Calgary Tigers på NHL:s mästarlag Montreal Canadiens men hade inte mycket att sätta emot då Canadiens vann finalserien över två matcher med siffrorna 6-1 och 3-0.

## Grundserie
| Western Canada Hockey League | M  | V  | F  | O | P  | GM | IM |
| ---------------------------- | -- | -- | -- | - | -- | -- | -- |
| Calgary Tigers               | 30 | 18 | 11 | 1 | 37 | 83 | 72 |
| Regina Capitals              | 30 | 17 | 11 | 2 | 36 | 83 | 67 |
| Saskatoon Crescents          | 30 | 15 | 12 | 3 | 33 | 91 | 73 |
| Edmonton Eskimos             | 30 | 11 | 15 | 4 | 26 | 69 | 81 |

Lagen i WCHL spelade även matcher mot lagen i PCHA.

### Poängliga
Ma. = Matcher, M = Mål, A = Assists, P = Poäng, Utv. = Utvisningsminuter
|                     | Lag                 | Ma. | M  | A  | P  | Utv. |
| ------------------- | ------------------- | --- | -- | -- | -- | ---- |
| Bill Cook           | Saskatoon Crescents | 30  | 26 | 14 | 40 | 20   |
| Harry Oliver        | Calgary Tigers      | 27  | 22 | 12 | 34 | 14   |
| George Hay          | Regina Capitals     | 25  | 20 | 11 | 31 | 8    |
| Gordon "Duke" Keats | Edmonton Eskimos    | 29  | 19 | 12 | 31 | 41   |
| Barney Stanley      | Regina Capitals     | 30  | 15 | 11 | 26 | 27   |
| Laurie Scott        | Saskatoon Crescents | 30  | 20 | 5  | 25 | 8    |
| Bernie Morris       | Calgary Tigers      | 30  | 16 | 7  | 23 | 13   |
| Cully Wilson        | Calgary Tigers      | 30  | 16 | 7  | 23 | 37   |
| Dick Irvin          | Regina Capitals     | 29  | 15 | 8  | 23 | 33   |
| Newsy Lalonde       | Saskatoon Crescents | 21  | 10 | 10 | 20 | 24   |
| Harry Cameron       | Saskatoon Crescents | 29  | 10 | 10 | 20 | 16   |

Statistik från justsportsstats.com och nhl.com

### Målvaktsstatistik
M = Matcher, V = Vinster, F = Förluster, O = Oavgjorda, SM = Spelade minuter, IM = Insläppta mål, N = Hållna nollor, GIM = Genomsnitt insläppta mål per match
|                       | Lag                 | M  | V  | F  | O | SM   | IM | N | GIM  |
| --------------------- | ------------------- | -- | -- | -- | - | ---- | -- | - | ---- |
| Albert "Red" McCusker | Regina Capitals     | 30 | 17 | 11 | 2 | 1854 | 67 | 4 | 2.17 |
| Charlie Reid          | Calgary Tigers      | 30 | 18 | 11 | 1 | 1841 | 72 | 4 | 2.35 |
| George Hainsworth     | Saskatoon Crescents | 30 | 15 | 12 | 3 | 1849 | 73 | 4 | 2.37 |
| Hal Winkler           | Edmonton Eskimos    | 26 | 9  | 13 | 4 | 1632 | 69 | 2 | 2.54 |
| Bill Binney           | Edmonton Eskimos    | 3  | 2  | 1  | 0 | 181  | 8  | 0 | 2.65 |
| Bill Tobin            | Edmonton Eskimos    | 1  | 0  | 1  | 0 | 60   | 4  | 0 | 4.00 |

Statistik från justsportsstats.com och nhl.com

## Slutspel

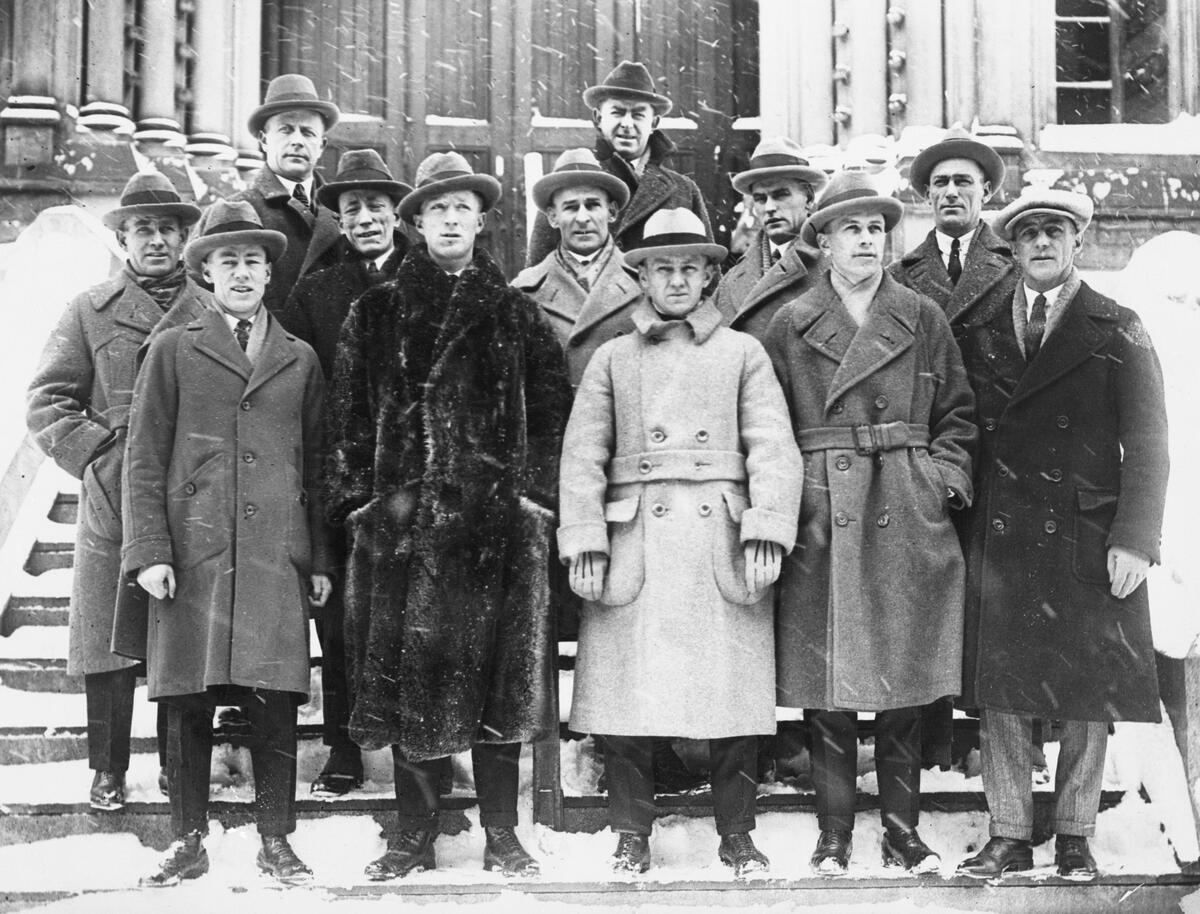
Calgary Tigers spelare i Montreal inför Stanley Cup-finalen 1924 mot Montreal Canadiens. Bakre raden: Lloyd Turner och Rosie Helmer. Mittenraden: Bobby Benson, Bernie Morris, Rusty Crawford, Charlie Reid och Herb Gardiner. Främre raden: Ernie Anderson, Red Dutton, Cully Wilson, Harry Oliver och Eddie Oatman.

| Datum  | Borta   | Mål | Hemma   | Mål | Noter |
| ------ | ------- | --- | ------- | --- | ----- |
| 5 mars | Calgary | 2   | Regina  | 2   |       |
| 7 mars | Regina  | 0   | Calgary | 2   |       |

| Datum   | Borta     | Mål | Hemma     | Mål | Noter               |
| ------- | --------- | --- | --------- | --- | ------------------- |
| 10 mars | Calgary   | 1   | Vancouver | 3   |                     |
| 12 mars | Vancouver | 3   | Calgary   | 6   |                     |
| 15 mars | Calgary   | 3   | Vancouver | 1   | Spelades i Winnipeg |

### Stanley Cup
| Datum   | Borta          | Mål | Hemma              | Mål | Noter                           |
| ------- | -------------- | --- | ------------------ | --- | ------------------------------- |
| 22 mars | Calgary Tigers | 1   | Montreal Canadiens | 6   | NHL-regler                      |
| 25 mars | Calgary Tigers | 0   | Montreal Canadiens | 3   | WCHL-regler. Spelades i Ottawa. |